# جی‌تی‌ای ۲
اتومبیل‌دزدی بزرگ ۲ (به انگلیسی: Grand Theft Auto 2) یک بازی ویدئویی در سبک اکشن-ماجراجویی و جهان باز و دوم شخص است و از مجموعه بازی‌های اتومبیل‌دزدی بزرگ است که ابتدا در ۳۰ سپتامبر ۱۹۹۹ برای مایکروسافت ویندوز و سپس در ۲۲ اکتبر همان سال برای کنسول پلی‌استیشن روانه بازار شد.

نمایی از بازی GTA 2

بازی از زاویه بالا نشان داده می‌شود و بازیکن قادر است توسط دویدن یا راندن خودروهای مختلف در دنیای بازی به اکتشاف بپردازد. دنباله‌ای برای این بازی با عنوان اتومبیل‌دزدی بزرگ ۳ در ۲۲ اکتبر ۲۰۰۱ منتشر شد.

## گیم پلی
مانند نسخه قبلی Grand Theft Auto، این بازی روی بازیکنانی تمرکز می‌کند که یک سری از سطوح را تکمیل می‌کنند، که هر کدام برای پیشرفت به مرحله بعدی نیاز به یک امتیاز هدف تعیین شده دارند. امتیاز از اقدامات مجرمانه مختلف مانند تخریب اتومبیل، فروش وسایل نقلیه و انجام ماموریت برای سندیکاهای جنایی مختلف اعطا می‌شود که این گروه امتیاز بیشتری نسبت به انجام اقدامات مجرمانه ساده دریافت می‌کند. ایجاد هرج و مرج از جنایات آنها باعث می‌شود که بازیکن توسط پلیس تحت تعقیب قرار گیرد و او را شکار می‌کند تا آنها را دستگیر یا بکشد و سطوح تحت تعقیب بالاتر سطح پاسخ مورد استفاده را افزایش می‌دهد. دستگیر شدن یا مردن هر وسیله ای را که بازیکن پیدا کرده از دست می‌دهد و بر پاداش چند برابری آنها تأثیر می‌گذارد.
تنظیمات Grand Theft Auto 2 برای این مجموعه منحصر به فرد است: یک کلان‌شهر قدیمی به نام "Anywhere, USA"، که به سه منطقه (مرکز شهر، مسکونی و صنعتی) تقسیم شده است که بازیکنان با پیشروی در مسیر بین آنها جابجا می‌شوند. بازه زمانی بازی در آن مشخص نشده است - منابع متناقض چیزی از "سه هفته در آینده"، تا سال ۲۰۱۳، را با وجود ارجاعات درون بازی به "هزاره جدید" نشان می‌دهند. (به این معنی است که بازی در زمان انتشار آن، در سال ۱۹۹۹ اتفاق می‌افتد).
این بازی چندین ویژگی و بهبود را به سری معرفی کرد. بازیکنان می‌توانند با بازدید از کلیسایی که در آن شروع می‌کنند، بازی خود را در طول بازی در یک سطح ذخیره کنند، اما برای انجام این کار باید تعداد مشخصی امتیاز بپردازند. مشاغل پیشنهادی از سه سندیکا مختلف می‌آیند - هر سطح دارای دو سندیکا منحصر به فرد است، در کنار سندیکا سومی که در همه سطوح حضور دارد. با انجام کارها برای یک سندیکا و تکمیل موفقیت‌آمیز آنها، بازیکن احترام آن سندیکا را به دست می‌آورد و به آنها اجازه می‌دهد تا کارهای سخت تری را با احترام کافی انجام دهند، اما آن را با رقبای اصلی خود از دست بدهند، آنها را از مشاغل خود بازمی‌دارد و اعضای سندیکا را دشمن می‌کند. به بازیکن سایر پیشرفت‌ها عبارتند از تعامل بیشتر وسایل نقلیه و عابران پیاده با محیط بازی - مانند درگیری اعضای باند با پلیس - حضور مجرمان دیگر (مانند سارقین)، یک متر سلامت، گاراژهایی که می‌توانند وسایل نقلیه را با پیشرفت‌های ویژه تغییر دهند. مجموعه ای از ماموریت‌های جانبی از تاکسی تا رانندگی نیمه کامیون و گروه‌هایی از بسته‌های «پنهان» برای یافتن در سراسر سطح.

## اتومبیل دزدی بزرگ ۲-فیلم
این بازی با یک فیلم کوتاه هشت دقیقه ای از فیلم‌های لایو اکشن ساخته شده است که در شهر نیویورک فیلمبرداری شده است. این فیلم کوتاه به عنوان یک سکانس مقدماتی برای بازی طراحی شد و در وب سایت راک‌استار گیمز در دسترس قرار گرفت. این فیلم دربارهٔ جنایتکاری به نام کلود اسپید (با بازی اسکات ماسلن) است که در اطراف Anywhere City برای چندین سندیکای جنایتکار کار می‌کند، تا زمانی که اقدامات او در نهایت به نتیجه می‌رسد و او توسط یک قاتل از یکی از باندهایی که دزدیده بود کشته می‌شود. این فیلم بر اساس فیلم‌نامه ای از دن هوسر و کارگردانی الکس دی راکوف ساخته شده است.

## برخورد
نسخه کامپیوتر اتومبیل دزدی بزرگ ۲ جایزه فروش «نقره ای» را از انجمن ناشران نرم‌افزار سرگرمی و اوقات فراغت (ELSPA) دریافت کرد، که نشان دهنده فروش حداقل ۱۰۰٬۰۰۰ نسخه در بریتانیا است. نسخه پلی استیشن بازی جایزه فروش پلاتینیوم (۳۰۰٬۰۰۰ واحد یا بیشتر در بریتانیا) را از ELSPA دریافت کرد.
اتومبیل دزدی بزرگ ۲ با بررسی‌های متفاوت منتشر شد. گرافیک بازی با واکنش‌های متفاوتی از سوی منتقدان مواجه شد و آنها اشاره کردند که تفاوت چندانی با گرافیک بازی اصلی ندارند.Tal Blevins از آی‌جی‌ان آنها را "در بهترین حالت متوسط" نامید، و اینکه مناظر "درست کردن آن سخت است". جف گرستمن از گیم‌اسپات گفت که "گرافیک کمی ساده به نظر می‌رسد."موسیقی متن بازی بازخورد مثبتی دریافت کرد، به طوری که جف گرستمن آن را یک "موسیقی متن عالی" نامید، و این "نقاط کاملی با سبک ایستگاهی بازی دارد."Tal Blevins از آی‌جی‌ان آن را «یکی از بهترین ویژگی» بازی نامید.
عناصر گیم پلی اتومبیل دزدی بزرگ ۲ با واکنش‌های متفاوتی روبرو شدند. جرمی دانهام از آی جی ان گفت که گیم‌پلی «جایی است که بازی واقعاً به شکم ضربه می‌زند» و «می‌توانست خیلی بهتر باشد». تال بلوینز آن را «ساده، اما مؤثر» نامید. جف گرستمن گفت که «اگرچه گیم پلی بازی تا حد زیادی مانند GTA قبلی است، اما هنوز هم بسیار سرگرم کننده است.»اج بر توسعه داستان و ماموریت‌های اختراعی بازی تأکید کرد و اظهار داشت که اتومبیل دزدی بزرگ ۲ «موفق به انجام این بازی می‌شود.»
بلیک فیشر نسخه Dreamcast بازی را برای نسل بعدی بررسی کرد و به آن دو ستاره از پنج امتیاز داد و اظهار داشت که این یک ایده عالی است که به دلایلی هرگز واقعاً وارد یک بازی ضروری نمی‌شود.

## موسیقی متن
موسیقی متن اتومبیل‌دزدی بزرگ ۲ برای بازی در سال ۱۹۹۹ توسط راک‌استار گیمز منتشر شد. این آلبوم برای هفت از یازده رادیو استیشنی که در داخل بازی است، منتشر شده است. بازیکنان می‌توانند موسیقی را پس از سوار بر یک وسیله نقلیه، روی رادیوی مورد نظر قرار دهند تا موسیقی پخش شود.

### ترک‌های آلبوم
| اتومبیل‌دزدی بزرگ: موسیقی متن | اتومبیل‌دزدی بزرگ: موسیقی متن | اتومبیل‌دزدی بزرگ: موسیقی متن |
| شماره                        | نام                          | مدت                          |
| ---------------------------- | ---------------------------- | ---------------------------- |
| ۱.                           | «Head Radio»                 | nil                          |
| ۲.                           | «Rockstar Radio»             | nil                          |
| ۳.                           | «KREZ»                       | nil                          |
| ۴.                           | «Lo-Fi FM»                   | nil                          |
| ۵.                           | «Futuro FM»                  | nil                          |
| ۶.                           | «Funami FM»                  | nil                          |
| ۷.                           | «Lithium FM»                 | nil                          |
| ۸.                           | «KING 130.7 (Rebel Radio)»   | nil                          |
| ۹.                           | «Osmosis Radio»              | nil                          |
| ۱۰.                          | «Heavenly Radio»             | nil                          |
| ۱۱.                          | «KGBH»                       | nil                          |

## قابلیت‌های پنهان
یک قابلیت پنهانی که در این بازی وجود دارد این است که اگر کاربر در تعریف اسم خود در بازی یکی از اسم‌های زیر را انتخاب کند، در شروع بازی ویژگی‌هایی برای او باز می‌شود.
| نام                 | عملکرد   |
| ------------------- | -------- |
| ضربه ۵برابری        | HIGHFIVE |
| انرژی نامحدود       | LIVELONG |
| کسب ۵۰۰٬۰۰۰$        | MUCHCASH |
| امتیاز ۱۰٬۰۰۰٬۰۰۰   | BIGSCORE |
| حداکثر تحت تعقیب    | DESIRES  |
| تمام اسلحه‌ها        | NAVARONE |
| بدون تعقیب پلیس     | LOSEFEDS |
| انتخاب مرحله دلخواه | ITSALLUP |